# Pasterne
Pasternes waren Venlose poternes: kleine poorten in de vestingmuur, ook wel sluippoorten genoemd.
Veel pasternes worden een of enkele malen genoemd in de stadsrekeningen van Venlo, maar de ligging is vaak onzeker of volkomen onbekend, evenals de jaren van bouw en afbraak. Het merendeel zal vermoedelijk aan de Maaszijde van de stad hebben gelegen, aldus Hermans. Alleen van de Nieuwe Poort is de ligging duidelijk, omdat deze op meerdere stadsplattegronden te vinden is.
Frans Hermans, die in de 'Historische stedenatlas van Nederland' verscheidene pasternes noemt, stelt dat deze niet permanent bewaakt werden, in tegenstelling tot de vier hoofdpoorten. Onderstaande namen, locaties, oudste vermeldingen en toelichtingen zijn gebaseerd op Hermans.

## Namen en mogelijke locaties
- Vermoedelijk of zeker aan de Maaszijde:
  - Battenpasterne (1454, bij 't Bat)
  - Blodaartspasterne (1400; mogelijk verwijst de naam naar de Blodaartstoren aan de Maas)
  - Cloenbijlspasterne (1400)
  - Jannes Driespasterne (1384)
  - pasterne aan de Jodenstraat (1407)
  - Kattenpasterne (1402)
  - Maaspasterne (1392, niet te verwarren met de Maaspoort)
  - een pasterne aan de Oude Markt (1500)
  - Ruysputspasterne (1530, bij een put op het Maaschriksel)
  - Schrixelspasterne (1393)
  - Visserspasterne (1387, vrijwel zeker aan de Vissersgats, ten noorden van de Maaspoort, tussen het Maasschriksel en de Maas)
  - Jacob de Weldichs pasterne (gebouwd 1433, aan de Maas)
  - Werfpoort (1650).
- Landzijde:
  - een pasterne bij de Martinuskerk (1366).
- Onbekend:
  - Latinser porten (1398).
  - Porta Sagittaria (1366)
  - Dries Zoilerpasterne (1455)